# Ватаци, Владимир Александрович
Влади́мир Алекса́ндрович Вата́ци (2 мая 1860, Воронеж — после 1918) — русский генерал, герой русско-японской войны.

## Биография
Православный. Из дворянского рода Ватаци. Сын генерала от артиллерии Александра Ивановича Ватаци (1810—1886) и Веры Александровны Деметти. Старшие братья: Александр, генерал-лейтенант, и Эммануил, сенатор.
Получил домашнее образование, затем окончил Михайловское артиллерийское училище (1882) и выпущен был подпоручиком в 3-ю гвардейскую и гренадерскую артиллерийскую бригаду.
Чины: прапорщик (1883), подпоручик гвардии (1884), поручик (1886), штабс-капитан (1894), капитан гвардии с переименованием в подполковники полевой артиллерии (1895), полковник (за отличие, 1904), генерал-майор (1912), генерал-лейтенант (1917).
Окончил Офицерскую артиллерийскую школу. В 1897—1905 годах командовал батареей 29-й артиллерийской бригады, с которой участвовал в русско-японской войне. С марта по август 1905 года командовал 2-м дивизионом 29-й артиллерийской бригады, был награждён Золотым оружием «За храбрость».
С 25 августа 1905 состоял в распоряжении Главного артиллерийского управления. 1 октября 1906 был откомандирован из резерва ГАУ в 30-ю артиллерийскую бригаду с назначением командиром 2-го дивизиона бригады. 
28 марта 1912 года произведен в генерал-майоры «за отличие по службе», с назначением командиром 43-й артиллерийской бригады, с которой и вступил в Первую мировую войну. С 12 мая 1916 по 22 апреля 1917 года исполнял должность инспектора артиллерии 30-го армейского корпуса.
В сентябре 1918 года был взят заложником в Петрограде, однако был освобождён и служил в РККА. Время его кончины не установлено.

## Награды
- Орден Святого Станислава 2-й ст. (1895);
- Орден Святой Анны 2-й ст. с мечами (1904);
- Золотое оружие «За храбрость» (ВП 12.03.1906);
- Орден Святого Владимира 3-й ст. (1909);
- Орден Святого Станислава 1-й ст. (1913).